# Enrico Solmi
Enrico Solmi (Spilamberto, 18 luglio 1956) è un vescovo cattolico italiano, dal 19 gennaio 2008 vescovo di Parma.

## Biografia
Nasce a San Vito, frazione di Spilamberto, in provincia e arcidiocesi di Modena, il 18 luglio 1956.

### Formazione e ministero sacerdotale
Frequenta il seminario minore e quello maggiore di Modena e completa gli studi presso l'istituto interdiocesano di Reggio Emilia.
Il 28 giugno 1980 è ordinato presbitero dall'arcivescovo Bruno Foresti per l'arcidiocesi di Modena-Nonantola.
Viene inviato a Roma per perfezionare gli studi; ottiene il dottorato in teologia morale presso l'Accademia alfonsiana e la specializzazione in bioetica presso l'Università Cattolica del Sacro Cuore.
Dal 1986 insegna teologia morale all'istituto interdiocesano di Reggio Emilia e dal 1987 all'istituto di scienze religiose di Modena. Nel 1991 è delegato arcivescovile per la pastorale familiare, nel 1996 dirige il centro diocesano per la stessa. Viene nominato, nel 2005, vicario episcopale. Ricopre, inoltre, l'incarico di viceparroco di San Felice sul Panaro e di santa Rita.
Presso la Regione ecclesiastica Emilia-Romagna è direttore dell'ufficio di pastorale familiare.
Fino alla sua nomina episcopale, è assistente spirituale della squadra di calcio Modena F.C.

### Ministero episcopale
Il 19 gennaio 2008 papa Benedetto XVI lo nomina vescovo di Parma; succede a Silvio Cesare Bonicelli, dimessosi per raggiunti limiti di età. Il 9 marzo successivo riceve l'ordinazione episcopale, nella cattedrale di Modena, dall'arcivescovo Benito Cocchi, essendo conconsacranti l'arcivescovo Bartolomeo Santo Quadri e il vescovo Silvio Cesare Bonicelli. Il 30 marzo, domenica della divina misericordia, prende possesso della diocesi, nella cattedrale di Parma.
Dal 27 maggio 2010 al maggio 2015 è presidente della Commissione episcopale permanente per la famiglia e la vita della Conferenza Episcopale Italiana. È uno dei quattro delegati scelti dalla Conferenza Episcopale Italiana per partecipare ai lavori del Sinodo dei vescovi sulla famiglia del 2015. È delegato per la famiglia e la vita della Conferenza episcopale dell'Emilia-Romagna.
Partecipa alle Giornate mondiali della gioventù del 2008, del 2011, del 2013, del 2016 e del 2023, guidando la delegazione della diocesi di Parma.

## Genealogia episcopale
La genealogia episcopale è:
- Cardinale Scipione Rebiba
- Cardinale Giulio Antonio Santori
- Cardinale Girolamo Bernerio, O.P.
- Arcivescovo Galeazzo Sanvitale
- Cardinale Ludovico Ludovisi
- Cardinale Luigi Caetani
- Cardinale Ulderico Carpegna
- Cardinale Paluzzo Paluzzi Altieri degli Albertoni
- Papa Benedetto XIII
- Papa Benedetto XIV
- Cardinale Enrico Enriquez
- Arcivescovo Manuel Quintano Bonifaz
- Cardinale Buenaventura Córdoba Espinosa de la Cerda
- Cardinale Giuseppe Maria Doria Pamphilj
- Papa Pio VIII
- Papa Pio IX
- Cardinale Gustav Adolf von Hohenlohe-Schillingsfürst
- Arcivescovo Salvatore Magnasco
- Cardinale Gaetano Alimonda
- Cardinale Agostino Richelmy
- Vescovo Giuseppe Castelli
- Vescovo Carlo Allorio
- Cardinale Antonio Poma
- Arcivescovo Benito Cocchi
- Vescovo Enrico Solmi

## Opere
- Enrico Solmi, Evangelizzazione e sacramento del matrimonio nella Chiesa italiana. Uno studio dell'insegnamento della CEI sul matrimonio nel periodo post-conciliare, Elledici, 1990, ISBN 9788801120011.
- Enrico Solmi, Piccolo manuale di pastorale familiare, San Paolo Edizioni, 1999, ISBN 9788821540974.
- Dionigi Tettamanzi, Enrico Solmi, La famiglia per il volto missionario della Chiesa, Centro Ambrosiano, 2004, ISBN 9788880254232.
- Enrico Solmi, Il disegno di Dio su matrimonio e famiglia. Uno sguardo al Magistero della Chiesa, San Paolo Edizioni, 2015, ISBN 9788821596346.